# الحركة الوطنية المغربية
الحركة الوطنية المغربية هي حركة سياسية حضرية ولدت في ثلاثينيات القرن العشرين، لمناهضة الحماية الفرنسية والإسبانية على المغرب، واستمرت هذه المقاومة السياسية المطالبة بالاصلاحات من الفرنسيين ، لكن رفض سلطات الحماية لهذه المطالب مما أدى إلى إصدار وثيقة الاستقلال واندلاع المقاومة المسلحة ابتداء من سنة 1953م، و استرجاع المغرب إستقلاله سنة 1956م.

## خلفية

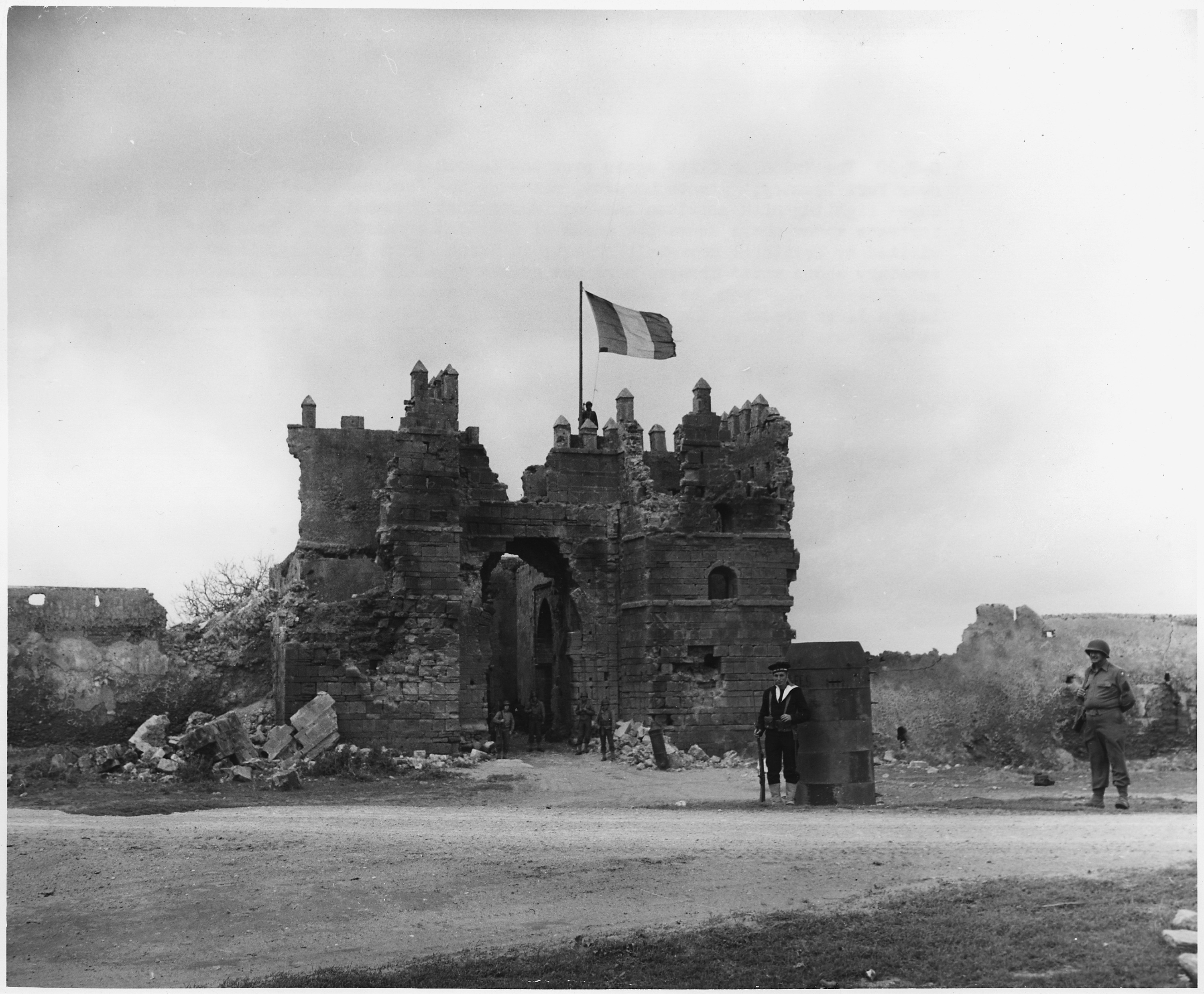
الراية الفرنسية ترفرف فوق قصبة المهدية، حوالي سنة 1942 - 1944م.

الحركة الوطنية المغربية هي امتداد لحركات الجهاد التي كانت تنطلق من المساجد والزوايا والرباطات لصد الغزو الإسباني والبرتغالي على السواحل المغربية. فبعد توقيع السلطان المولى عبد الحفيظ على معاهدة فاس مع السلطات الفرنسية في 30 مارس 1912، انتهت مرحلة طويلة من تاريخ المغرب المستقل ودخلت البلاد في مرحلة جديدة تمثلت في فقدان الاستقلال، مما ولد شعورا قويا بالانتماء للوطن وقد كان هذا الإحساس هو السبب الرئيسي لتصدي القبائل المغربية للاحتلال الأجنبي بواسطة مقاومة مسلحة.
تباين موقف المجتمع المغربي من الحماية في سنواتها الأولى، حيث انقسم إلى أكثر من جبهة في التعامل مع الظاهرة الاستعمارية الحادثة، فصنف منهم فضلوا الهجرة، كما هو حال عائلة كنون العريقة في العلم، وآخرون عبروا عن مواقفهم بما يمكن تسميته بالمقاومة السلبية بمظاهرها المتعددة كلزوم البيت وعدم مبارحته كما فعل بعض علماء فاس. ومنهم من العلماء وذوي السلطة من قواد العهد القديم خصوصا من تعامل مع فرنسا وسلطات الحماية بوصفها إدارة جديدة لمقاليد الحكم في البلاد. وفي هذا يقول العروي: 

وتجلى ذلك الاختلاف عندما دخل أحمد الهيبة بقواته لمراكش في مارس 1912، فرفض الفقيه أبو شعيب الدكالي هذا التحرك، وتحركات أخرى مثل حركة مبارك التوزونيني وبلقاسم النكادي وبوحمارة وبوعمامة، حيث كان من الداعين إلى عدم جهاد الجيش المخزني والرضوخ لسلطات الحماية، حيث كان يشغل منصب وزير العدل، وهو نفس موقف كبار رجالات البلاد، كما هو حال محمد بن الحسن الحجوي وزير المعارف، وفقهاء بحجم عبد الحي الكتاني ومحمد بن العربي العلوي، وقواد المخزن أمثال المدني والتهامي الكلاوي والعيادي بن الهاشمي والطيب الكندافي، وقد برر المؤرخ الناصري هذا الوقف: 
كما ظهرت أصوات تطالب بالإصلاحات السياسية لمحاربة الاستعمار، كمشروع دستور المغرب لسنة 1908، ومن هذه الأصوات أبو الفيض الكتاني، الذي دعا إلى الجهاد وطرد المعمرين من البلاد، وألف رسائل عديدة تدعو لمقاومة المحتل. وشارك والده في هذه الحركة الجهادية، وحضر معه مؤتمر القبائل المغربية بمكناس عام 1326 هـ، الذي ألف وأصلح فيه الشيخ أبو الفيض بين بعض القبائل، واتفقوا على جهاد المستعمر الفرنسي والإسباني.

## تاريخ
تأريخ فترة الحركة الوطنية أمر معقد نظرا لارتباط جزء كبير من الحاضر السياسي بتلك الفترة الزمنية، حيث تعود بعض الاختلافات بين الباحثين أحيانا إلى حضور الانتماء السياسي، كما أن الكتابات الاستعمارية تقدم أحيانا وجهات نظر مختلفة.

### ظروف النشأة
ظهرت العلامات الأولى للحركة الوطنية سنة 1925م مع نهاية حرب الريف، فقد كانت ثورة محمد بن عبد الكريم الخطابي وما خلفته من صدى في الخارج والداخل، وما حققته من انتصارات على الإسبان في معركة ظهر أوبران وأنوال الأمل الوحيد للمغاربة في دحر الاحتلال العسكري بالقوة. لكن النكسة التي خلفها استسلام محمد بن عبد الكريم الخطابي بعد تحالف الإسبان والفرنسيين ضده، ونفيه إلى الخارج، خلفت تأثيرا سلبيا في النفوس، ورغم استمرار المقاومة العسكرية في الأطلس إلى حدود سنة 1933 فإنه لم يكن لها ذاك الزخم الذي كان لثورة الريف، فكان لا بد من بديل آخر يساير المرحلة الجديدة فنشأت بوادر حركة وطنية جديدة تبنت العمل السلمي ولم تراهن على العمل العسكري.
فظهرت أول تنظيم ذي طابع سياسي أطلق عليه اسم «الرابطة الوطنية» وذلك سنة 1926م، وقد ضم زعماء ينتمون إلى الشمال والجنوب، مما يعني رفض الإقرار بواقع التجزئة الذي فرضته الحماية الفرنسية.

### الظهير البربري
يعتبر أغلب المؤرخين حدث 16 مايو 1930م، وهو تاريخ صدور «الظهير البربري»، البداية الفعلية للحركة الوطنية المغربية من حيث إنها كانت، أول ما ظهرت، رد فعل قوي وتلقائي على صدور هذا الظهير. ويرجع تخوف المغاربة من هذا القانون التشريعي الذي أعلنت عنه الإدارة الحمائية الفرنسية إلى كونه يقسم المغرب إلى عالمين متمايزين ومنفصلين انفصالا كليا: عالم العرب المغاربة أو الناطقين باللغة العربية، وعالم «البربر» الذين يتحدثون باللغة الأمازيغية وحدها، ويعتبر هذا القانون تطبيق للآيديولوجيا التي كان الفرنسيون يروجونها قبل حلول الاستعمار الفرنسي سنة 1912م، حيث كانت الصورة التي رسمتها معظم الدراسات الاستعمارية للمغرب أنه بلد مقسم إلى كتلتين بشريتين "العرب" و"البربر" وإلى منطقتين "بلاد السيبة" وبلاد المخزن" وإلى نظامين "نظام عرفي" سائد في المناطق الأمازيغية، ونظام شرعي في المناطق العربية.

### النضال السلمي

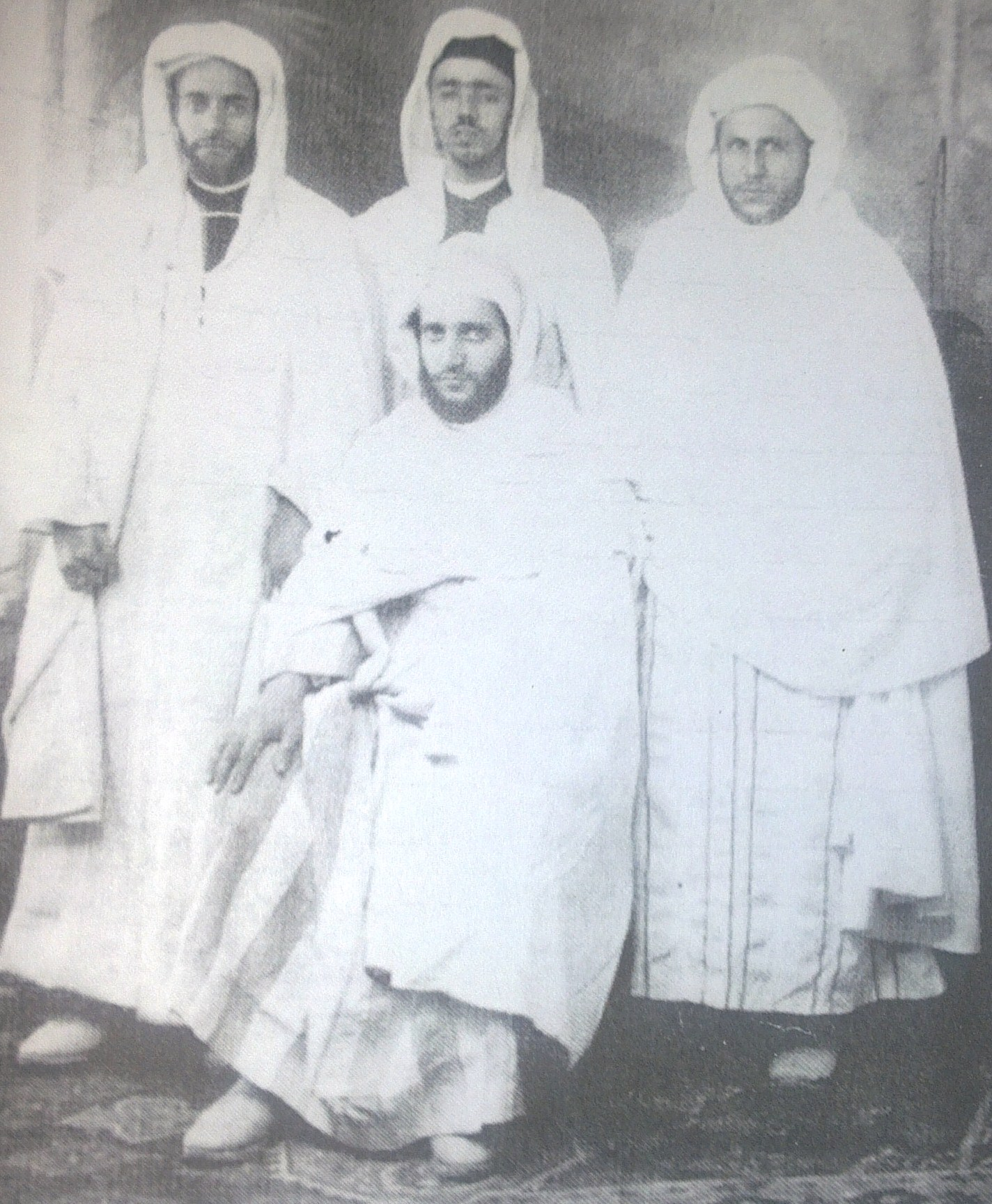
صورة تجمع نشطاء في الحركة الوطنية: محمد غازي، عبد العزيز بن إدريس، أبو بكر القادري والحاج أحمد الشرقاوي.

تركزت المقاومة المسلحة في البوادي، بينما احتضنت المدن النضال السلمي، وقد تركزت بدايات الحركة الوطنية بمدن كفاس وتطوان وسلا والرباط، على يد طبقة برجوازية متوسطة تخرجت من القرويين وفي المشرق.
وكان للحركة السلفية الإصلاحية التي تعود جذورها إلى جمال الدين الأفغاني ومحمد عبده ورشيد رضا تأثير كبير على الحركة الوطنية بالمغرب، حيث ساهمت الدروس التي تلقاها رواد هذا التيار بالمغرب كأبو شعيب الدكالي ومحمد بن العربي العلوي في الرد على الأطروحات التي ربطت الإسلام بوضعية التخلف من جهة، كما استطاعت امتصاص الصدمة الناتجة عن الهزيمة العسكرية التي لحقت بالمقاومة المسلحة من جهة أخرى. وتعززت هذه الحركة بالزيارة التي قام بها شكيب أرسلان لمدينة تطوان سنة 1930م.
كان لفشل العمل المسلح بمنطقة الريف والانفتاح الخارجي لدى قادة الحركة الوطنية المتمثل في الاتصال المبكر بالمشرق، والقرب من أوروبا، وليونة المواقف الإسبانية بالنظر إلى التشدد الفرنسي في المنطقة الجنوبية، كلها عوامل ساهمت في بروز الحركة الوطنية بالمنطقة الخليفية شمال المغرب. فشاركت شخصيات من الشمال كعبد السلام بنونة مع وطنيين من أمثال أحمد بلا فريج في إنشاء الرابطة المغربية، كأول تنظيم مغربي.
ومن الناشطين برزت أسماء كبيرة منها:محمد المختار السوسي والمكي الناصري وعلال الفاسي، وإبراهيم الكتاني وأحمد معنينو وأبو بكر القادري.

### مطالب الشعب المغربي
وفي سنة 1934م تم إلحاق المغرب بوزارة المستعمرات الفرنسية في حكومة إدوار دلادييه، فرد المغاربة بالرفض ضد هذا الإلحاق، أعقبته عدة احتجاجات لدى السلطات الفرنسية بباريس عبر عدة برقيات احتجاجية أرسلت باسم سكان مدن فاس، سلا، الرباط، البيضاء، مراكش وغيرها من المدن. دفع هذا الإلحاق الوطنيين المغاربة إلى التفكير في سبل مواجهة الوضع الجديد عبر فرز أداة تنظيمية تكون قادرة على إيصال المطالب الجديدة التي أفرزتها الظروف الجديدة، فهذه المعارضة ضد الإلحاق والظهير البربري، الذي اعتبره المعارضون المغاربة أنه يرمي لفرنسة المغرب لغويا وسياسيا وقضائيا والتفرقة بين مكوناته العرقية والثقافية، أفرزت أول تنظيم سياسي وهو «كتلة العمل الوطني» وهو بمثابة نواة الأحزاب الوطنية، وقد عملت هذه الكثلة منذ مايو 1934 على إعداد برنامج للإصلاحات المسماة مطالب الشعب المغربي، الذي تقدمت به في ديسمبر من نفس السنة إلى سلطان المغرب والإقامة العامة بالرباط والحكومة الفرنسية.

### المنطقة الخليفية

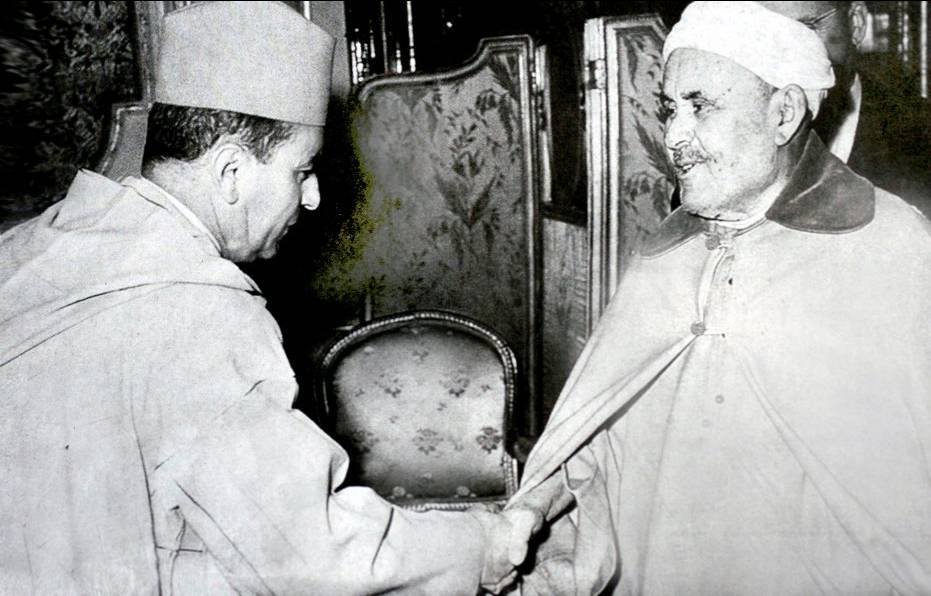
أول لقاء بين الملك محمد الخامس والزعيم عبد الكريم الخطابي، رمز المقاومة المغربية في الريف، في يناير 1960م، بالقصر القديم لملك مصر فاروق.

بعد وصول الجمهوريين إلى السلطة سنة 1931م في إسبانيا، ظهرت آمال جديدة عند الوطنيين بالشمال وفرصة مناسبة لصياغة مطالب إصلاحية، فحرر عبد السلام بنونة رسالة إلى السلطات الإسبانية، والتي طالبت بتوسيع مجال الحريات العامة والسماح بصدور المجلات والجرائد، وتكوين مجالس بلدية منتخبة، وفتح المدارس في البوادي والثانويات في المدن، واعتماد اللغة العربية إلى جانب اللغة الإسبانية في التدريس، وهذه الإصلاحات تتم في ظل نظام الحماية ولم تتطرق الرسالة للاستقلال. وفعلا صدرت خلال هذه الفترة مجموعة من الصحف أهمها مجلة المغرب، التي صدرت باسم شخصيات فرنسية وإسبانية متعاطفة مع القضية المغربية، والتي أدارها حقيقة أحمد بلافريج.
إلى حدود سنة 1935م كان عبد السلام بنونة الرابط الأساسي وخط التواصل الذي ارتكزت عليه العلاقات بين الحركة الوطنية في الشمال مع نظيرتها في الجنوب، لكن بعد وفاة بنونة في هذه السنة ووصول قوات فرانكو إلى نواحي مدريد سنة 1936م. وقع انقسام بين رؤية الحركة الوطنية في الجنوب التي عارضت نظام فرانكو، في حين كان موقف الحركة في الشمال مختلف تماما فقد ناصروا فرانكو، بتجنيد مغاربة في صفوف قوة فرانكو الانقلابية، وكان عبد الخالق الطريس قائد هذا التعاون، فبعد انطلاق تسرب وانتشار أفكار القومية العربية مع زيارة شكيب أرسلان الذي كان يساند بدوره الألمان، والذي أثنى على عبد الخالق الطريس لموقفه من الإسبان.
وبعد وصول فرانكو للسلطة تم تخفيف الضغط على العمل الوطني بالشمال، فتأسس حزب الإصلاح الوطني في 18 ديسمبر 1936م، الذي رأس وزارة الأوقاف وسمح له بإصدار صحيفة الحرية. وبعد توسع نفوذ حزب الإصلاح قام المقيم العام الإسباني بيكبيدير بتشجيع المكي الناصري على تأسيس حزب الوحدة المغربية للحفاظ على نوع من التوازن، وقد وجد في عدم ورود اسمه ضمن لائحة حزب الإصلاح مبررا لذلك، وأصدر جريدة الوحدة المغربية. سياسة الانفراج والتفتح لم تدم طويلا، فمع اندلاع الحرب العالمية الثانية تغيرت الظروف فازدادت سياسة فرانكو صرامة بتعيين أوركاز مقيما عاما جديد أعلن حظر الأحزاب والحريات العامة.

### الصراع بين الفاسي والوزاني

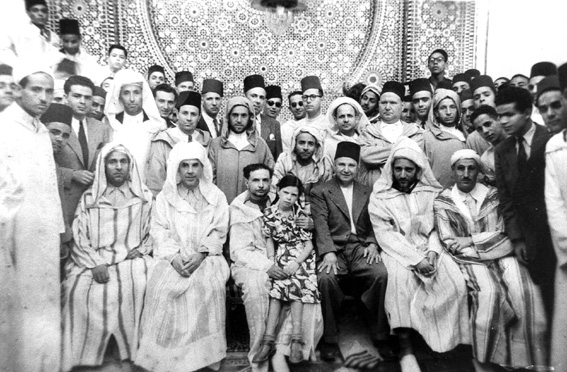
صورة جماعية لعلال الفاسي بعد رجوعه من منفاه بالغابون سنة 1946م، برفقته ابنته ليلى ومحيطين به أعضاء من اللجنة التنفيذية لحزب الاستقلال.

برزت الخلافات بين الزعيمين علال الفاسي ومحمد بن الحسن الوزاني منذ الانطلاقة الأولى للحركة الوطنية، سواء عند إنشاء كتلة العمل الوطني سنة 1936، أو عند نشوب أول خلاف حول قيادة الحركة، عندما اضطرار الوزاني إلى الانشقاق وتأسيس الحركة القومية سنة 1937، أو عند إنشاء حزب الشورى والاستقلال عام 1946. فعندما بدأ العمل المسلح في خمسينيات القرن العشرين اشتدت الخلافات بين علال الفاسي ومحمد بن الحسن الوزاني، حول تزعم الحركة الوطنية، فعندما قررت الجامعة العربية منح الدعم المادي للمغرب، ادّعى في القاهرة، كل من محمد بلحسن الوزاني وعلال الفاسي أنه صاحب الكلمة الأولى في المقاومة المغربية. فوجدت الجامعة العربية نفسها في وضع مرتبك إذ لم تكن تعرف من يستحق الدعم المادي من الأحزاب السياسية المغربية المتصارعة، هل الاستقلال أو الشورى والاستقلال أم الإصلاح الوطني بقيادة عبد الخالق الطريس. حيث نفى الوزاني أن تكون للمقاومة المسلحة أية علاقة سياسية بالأحزاب السياسية واعتبرها حركة قومية ونضالية شعبية. استطاع علال الفاسي كسب المعركة وأزاح منافسه الوزاني من طريقه بعد توقيعه اتفاقية مع ممثلي جبهة التحرير الجزائرية لإشعال الثورة في شمال المغرب وتنسيق الكفاح ضد الجيش الفرنسي إلى أن يتحقق للبلدين الاستقلال التام.
وقد استمر الصراع بين الحزبين وزعيميهما حتى بعد الاستقلال حيث أدى التنافس بينهما يوم 23 مارس 1956م إلى وقوع أحداث دموية في سوق أربعاء الغرب، التي قصدها الشوريون من مدينة وزان والرباط والدار البيضاء مع فرقة الكشافة للاحتفال بتعيين المحجوبي أحرضان عاملا على إقليم القنيطرة. هناك وجدوا أنصار حزب الاستقلال، فأسفرت الاشتباكات بينهم إلى مصرع أربعة أشخاص وإصابة أربعين بجراح.

### ثورة الملك والشعب

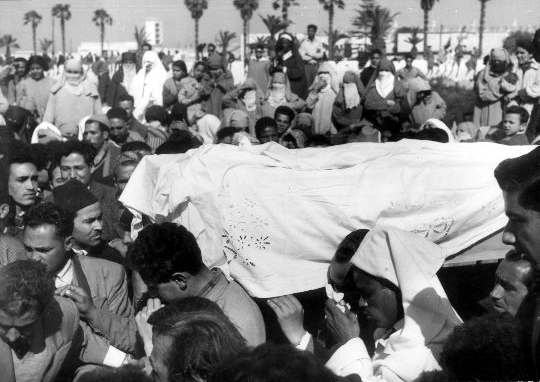
مراسم تشييع جنازة ثريا الشاوي، أول رُبَّانة مغربية، تم اغتيالها في مارس 1956م.

علمت سلطات الحماية برغبة السلطان زيارة منطقة طنجة الدولية، فعمدت إلى محاولة إفشال مخطط الرحلة الملكية وزرع العراقيل، فارتكبت مجزرة بمدينة الدار البيضاء يوم 7 أبريل 1947م٬ لثنيه عن عزمه في تحقيق التواصل مع مغاربة الشمال.
ويوم 9 أبريل 1947، توجه السلطان على متن القطار الملكي انطلاقا من مدينة الرباط نحو طنجة عبر مدينتي سوق أربعاء الغرب ثم القصر الكبير فأصيلا التي خصص بها الخليفة السلطاني بمنطقة الحماية الإسبانية على المغرب مولاي الحسن بن المهدي استقبالا جماهريا. وفي نفس اليوم وصل السلطان محمد بن يوسف مدينة طنجة وألقى خطابا الذي أكد فيه على عروبة ووحدة البلاد من شمال المغرب إلى أقصى جنوبه، ويوم الجمعة 11 أبريل ألقى خطبة الجمعة وأم المؤمنين وحث المغاربة على التمسك برابطة الدين. وفي زيارته لفرنسا سنة 1950 أكد في خطاباته على نفس المطالب المغربية.
عمت المظاهرات أرجاء المغرب بسبب اغتيال الزعيم النقابي التونسي فرحات حشاد في ديسمبر 1952، فنهجت سلطات الحماية سياسة تصعيدية تجاه الحركة الوطنية، فتم منع الأحزاب وحظر الجرائد، واعتقلت الوطنيين، من بينهم محمد البصري ورفاقه بعد القيام بعدة عمليات جهادية. وفي 20 أغسطس 1953 المقيم العام كيوم بنفي السلطان محمد بن يوسف إلى كورسيكا ثم إلى مدغشقر لاحفا، وتم تعيين محمد بن عرفة بتواطؤ مع بعض القياد الكبار أبرزهم الباشا التهامي الكلاوي والفقيه العلامة عبد الحي الكتاني. وانطلقت بسبب حدث النفي مقاومة شعبية، أبرزها محاولة الكرسيفي علال بن عبد الله في 11 سبتمبر 1953 اغتيال السلطان الجديد. ونظم الوطنيون حركة الكفاح المسلح، فظهرت تنظيمات سرية استهدفت المستعمرين ولبمتعاونين معهم. فانطلق في 2 أكتوبر 1955 أولى عمليات جيش التحرير المغربي.
ونتيجة ارتفاع حدة المقاومة المسلحة في المغرب والجزائر، حاولت فرنسا تركيز قواتها في الجزائر عبر فتح مفاوضات إيكس ليبان مع المغرب بين 22 و 27 أغسطس 1955. وانتهت المفاوضات بإصدار تصريح لاسيل سان كلو المشترك بين الحكومة المغربية والحكومة الفرنسية يوم 2 مارس 1956، الذي أعلن استقلال المغرب.

## وصلات خارجية
- الحركة الوطنية المغربية من الاصلاحات إلى المسلسل الديمقراطي عبد الغني اليعقوبي، الحوار المتمدن، العدد: 932 - 21 أغسطس 2004.